# 1077

## Evenimente
- 26 ianuarie: Împăratul Henric al IV-lea îl vizitează, în calitate de penitent, pe papa Grigore al VII-lea, solicitând ridicarea excomunicării.
- 28 ianuarie: La Canossa, papa Grigore al VII-lea îl primește pe Henric al IV-lea; excomunicare acestuia este ridicată, după trei zile de penitență.
- 28 ianuarie: O chartă a lui Guillaume al VIII-lea, duce de Aquitania, acordă călugărilor cluniacensi drepturi asuopra monahilor din Niort și Saint-Jean-d'Angely.
- 3 aprilie: Aflat la Pavia, împăratul Henric al IV-lea conferă patriarhului de Aquilea, Sigeardo, comitatul de Friuli.
- 15 martie: Rudolf de Suabia este ales rege al Germaniei, în concurență cu Henric al IV-lea.
- 26 martie: Rudolf de Suabia este consacrat la Mainz, de către episcopul Sigfried.
- 28 iunie: Printr-o scrisoare adresată regilor și principilor din Spania, papa Grigore al VII-lea revendică drepturile Sfântului Scaun asupra Peninsulei Iberice.
- 3 octombrie: Începe revolta lui Nikephor Bryennus împotriva împăratului bizantin Mihail al VII-lea Dukas; pretendentul se proclamă împărat la Trajanopolis, împotriva sa fiind trimis mercenarul normand Roussel de Bailleul.
- 10 octombrie: Armata bizantină din Orient se revoltă la rândul său, comandantul său, domesticul Nikephor Botanniates fiind de asemenea proclamat împărat; Mihail al VII-lea face apel la Soliman, conducătorul selgiucid de Rum, care însă trece de partea uzurpatorului.
- 19 decembrie: Normandul Robert Guiscard începe să asedieze Benevento, în Italia.

### Nedatate
- mai: Încă rezistând în citadela din Salerno, Gisolf al II-lea, ultimul principe longobard, capitulează în fața normanzilor lui Robert Guiscard; principele se retrage la Roma, de unde primește de la papa Grigore al VII-lea comanda militară în provincia Campania.
- noiembrie: Nikephor Bryennos și fratele său, Ioan, încearcă să ocupe Constantinopolul, dar sunt respinși de generalul Alexios Comnen și de mercenarul Roussel de Bailleul.
- Adoptarea unei charte comunale la Cambrai.
- Aflat în Toscana, papa Grigore al VII-lea primește de la contesa Matilda Cremona, Ferrara, Mantova, ducatul de Modena și Reggio.
- Corsica recunoaște suzeranitatea papală.
- După încheierea cuceririi Imperiului Ghana, almoravizii își îndreaptă atenția către Spania.
- Întemeierea regatului Diocleea (Duklja), în Serbia, de către Mihail Vojislavljevic, care primește coroana regală (rege al slavilor și suveran de Diocleea) din partea papei Grigore al VII-lea.
- Papa Christodolos de Alexandria își încheie mandatul de papă al copților din Egipt.
- Prima răscoală a lui Robert Corthose împotriva tatălui său, William I, rege al Angliei și duce de Normandia.
- Regele Alfonso al VI-lea al Castiliei cucerește Coria.
- Statul Khwarizm, sub conducerea lui Anush Tigin Gharchai, devine vasal statului selgiucid.
- Turcii selgiucizi cuceresc Niceea.

## Arte, științe, literatură și filozofie
- 14 iulie: Consacrarea catedralei din Bayeux, unde începe realizarea celebrelor tapiserii de la Bayeux.
- 13 septembrie: Este consacrată L'abbaye des Hommes, la Caen, de către ducele Normandiei, Guillaume I.
- Se întemeiază prima mănăstire benedictină cu regulile cluniacense din Anglia.

## Înscăunări
- 25 aprilie: Ladislau I Arpad, rege al Ungariei (1077-1095).
- Anush Tigin Gharchai, conducător al Khwarizmului.
- Mihail Vojislavljevic, în Diocleea.
- Suleiman I bin Kutalmis, sultan selgiucid de Rum (1077-1086)
- Vsevolod, cneaz în Rusia kieveană.

## Nașteri
- Iosif ibn Migash, rabin evreu (d. 1141)

## Decese
- 25 aprilie: Geza I, rege al Ungariei (n. cca. 1044)
- Abolfazi Beyhaghi, scriitor și istoric persan (n. 995)
- Anawrahta, rege al statului Pagan din Burma (n. 1014)
- Shao Yong, filosof, cosmograf, poet și istoric chinez (n. 1011)
- Zhang Zai, filosof neoconfucianist și cosmolog chinez (n. 1020)